# Robert Charles Wroughton
Robert Charles Wroughton est un naturaliste britannique, né le 15 août 1849 et mort le 15 mai 1921,.

## Biographie
Il est membre du service forestier indien et de la Bombay Natural History Society. Il conduit une importante recherche sur les mammifères à partir de 1911. Celle-ci constitue, probablement, la première recherche collective sur la biodiversité. 50 000 spécimens sont rassemblés durant douze ans, surtout de petits mammifères, ce qui fait l’objet de la parution de quarante-sept articles et la description de plusieurs nouvelles espèces. Plusieurs espèces lui ont été dédiées dont la chauve-souris Otomops wroughtoni par Michael Rogers Oldfield Thomas (1858-1929) en 1913.

## Source
- Traduction de l'article de langue anglaise de Wikipédia (version du 14 décembre 2006).